# Roman Bachkirov
Pour les articles homonymes, voir Bachkirov.
Roman Igorevitch Bachkirov  - en russe Роман Игоревич Башкиров (Roman Igorevič Baškirov) , en anglais Roman Bashkirov - (né le 7 mars 1989 à Moscou en URSS) est un joueur russe de hockey sur glace qui évoluait au poste d'ailier.

## Biographie
Roman Bachkirov est le frère jumeau de Rouslan Bachkirov. Ses loisirs préférés sont l'ordinateur, le football et le water-polo. Il rêve de jouer dans la Ligue nationale de hockey avec son frère.
En 2005-2006, il joue pour l'équipe réserve du HC Spartak Moscou avec qui il récolte 50 buts, 31 passes pour 81 points et 120 minutes de pénalité en 63 matchs.
Il est sélectionné au 27e rang par les Remparts de Québec au repêchage européen 2006 de la Ligue de hockey junior majeur du Québec. Il décide donc de s'aligner avec les Remparts avec son frère jumeau pour la prochaine saison.
Lors de la saison 2006-2007, il finit au 46e rang des compteurs et au 5e rang des compteurs recrues de la LHJMQ avec une production de 68 points en 70 matchs (34B-34A) et au 2e rang des joueurs recrues pour les buts derrière David Perron des Maineiacs de Lewiston tout en maintenant un différentiel de +28, le meilleur de son équipe. En fin de saison, il forme le trio du futur des Remparts de Québec avec le joueur de centre Kelsey Tessier (16 ans) et son frère Ruslan. Lors des séries 2007, il marque 4 buts et 2 passes pour 6 points en 5 matchs, le 3e meilleur rendement de son équipe derrière les vétérans Brent Aubin et Angelo Esposito. Malheureusement, son équipe se fait éliminer en 5 parties contre les Voltigeurs de Drummondville.
En novembre 2006, il a fait partie de l'équipe de la Russie pour les deux matchs contre l'équipe d'étoiles de la LHJMQ pendant le Défi ADT Canada-Russie.
Au repêchage 2007 de la LNH, son frère Rouslan est choisi 60e au total par les Sénateurs d'Ottawa. Par contre, Roman n'est réclamé par aucune équipe lors de cet encan. Furieux, le père des garçons décide de quitter le Canada avec ses fils et de ce fait, abandonner l'équipe des Remparts de Québec. Dorénavant, les frères Bachkirov poursuivent leur carrière dans leur Russie natale.

## Statistiques
| Saison    | Équipe                      | Ligue         |    | Saison régulière | Saison régulière | Saison régulière | Saison régulière | Saison régulière |   | Séries éliminatoires | Séries éliminatoires | Séries éliminatoires | Séries éliminatoires | Séries éliminatoires |
| Saison    | Équipe                      | Ligue         | PJ | B                | A                | Pts              | Pun              | PJ               | B | A                    | Pts                  | Pun                  |                      |                      |
| 2005-2006 | HC Spartak Moscou 2         | Pervaïa Liga  | 63 | 50               | 31               | 81               | 120              |                  |   |                      |                      |                      |                      |                      |
| 2006-2007 | Remparts de Québec          | LHJMQ         | 70 | 34               | 34               | 68               | 66               | 5                | 4 | 2                    | 6                    | 2                    |                      |                      |
| 2007-2008 | Kristall Elektrostal        | Vyschaïa liga | 12 | 1                | 2                | 3                | 0                |                  |   |                      |                      |                      |                      |                      |
| 2007-2008 | Khimik Moskovskaïa Oblast 2 | Pervaïa liga  |    |                  |                  |                  |                  |                  |   |                      |                      |                      |                      |                      |
| 2008-2009 | HK Rys                      | Vyschaïa liga | 46 | 11               | 13               | 24               | 51               | 3                | 0 | 2                    | 2                    | 0                    |                      |                      |
| 2010-2011 | Dinamo Tver                 | VHL           | 27 | 4                | 3                | 7                | 20               | -                | - | -                    | -                    | -                    |                      |                      |
| 2011-2012 | HK Riazan                   | VHL           | 12 | 2                | 6                | 8                | 2                | -                | - | -                    | -                    | -                    |                      |                      |
| 2012-2013 | HK Riazan                   | VHL           | 9  | 0                | 0                | 0                | 2                | -                | - | -                    | -                    | -                    |                      |                      |